# Востоков, Владимир Владимирович
Влади́мир Влади́мирович Восто́ков (настоящая фамилия — Петроче́нков; 1915, д. Костенки, Черниговская губерния — 1986) — советский писатель и сценарист в жанре детектива, бывший сотрудник спецслужб, полковник.

## Краткая биография
Родился в деревне Костенки Черниговской губернии (в 1930-е годы — в составе Климовского района Западной области, ныне — в Брянской области).
В 1938 окончил Ростовский педагогический институт.
С 1939 года служил в органах государственной безопасности, в 1944—1945 годы — в контрразведке Тихоокеанского флота ВМФ, окончил войну в звании майора, удостоен боевых наград.
В конце 1950-х годов уволился из органов госбезопасности в звании полковника. Занимался литературной работой.
Семейное положение: жена Нина Матвеевна, дети — Нонна и Юрий.
Похоронен на Кунцевском кладбище (9-й участок).

## Творчество
После выхода в отставку занялся литературной деятельностью под псевдонимом Востоков. Наибольшую известность получила серия книг и киносценариев о советском разведчике Зарокове-Тульеве, написанных Востоковым в соавторстве с Олегом Шмелёвым («Ошибка резидента», «Судьба резидента», «Возвращение резидента»). Также в соавторстве со Шмелевым написан сценарий фильма «Кольцо из Амстердама».
Самостоятельно и в соавторстве с другими авторами Востоков написал детективные повести «Шаг до пропасти», «Последняя телеграмма», «Фамильный бриллиант», «Знакомый почерк», «Тень фирмы „Блиц“», «Братец», «Ошибка господина Роджерса», «Поединок».
Был консультантом телесериала «Совесть» (1974).

## Награды
- орден Красной Звезды (24.5.1945) — за образцовое выполнение особых заданий командования Военно-Морского Флота в период Отечественной войны[3]
- Орден «Знак Почёта» (29.01.1944)[3]
- Медаль «За боевые заслуги» (3.11.1944)[3]
- Медаль «За победу над Германией в Великой Отечественной войне 1941—1945 гг.» (09.05.1945)[3]